# Jean-Pierre Goux
 (mars 2025).
Pour les articles homonymes, voir Goux.
Jean-Pierre Goux est un mathématicien, ingénieur, entrepreneur, écrivain, conférencier et acteur engagé dans l’écologie. Son expertise se situe dans les domaines de la transition écologique, de l’énergie, de l’économie, de la prospective, de la technologie, de l’espace et des récits. Ancien directeur général de Powernext jusqu'en 2019, il est l’auteur de la saga Siècle bleu, fondateur et président de l’ONG OneHome. Il a aussi été président de l’Institut des Futurs souhaitables de 2019 à 2023. Jean-Pierre Goux est fasciné par la beauté de la Terre vue depuis l'espace, son impact sur les astronautes et ce que cette vision pourrait changer dans les sociétés humaines, au niveau individuel et collectif, si elle devenait accessible à tous. En 2020, il crée sa société, Biosphere Economics, pour accompagner les entreprises dans leur transition écologique et donner des conférences d'inspiration. En février 2024, il publie La Petite Princesse (préfacé par Olivier d'Agay, héritier d'Antoine de Saint-Exupéry), premier tome de sa nouvelle saga Révolution bleue, qui proposera en trois tomes une voie pour réussir la transition écologique à l'échelle du monde et la métamorphose d'Homo sapiens vers Homo biospheris.

## Éducation
Né le 5 décembre 1973 à Nice, Jean-Pierre Goux a étudié au Lycée Estienne d'Orves puis en classes préparatoires au Lycée Masséna. Il est ingénieur diplômé de l’Ecole Nationale Supérieure de Techniques Avancées (ENSTA Paris) en 1996 et titulaire d’un DEA en « Modélisation et Modèles mathématiques en Économie » de Sorbonne Université.
Après des premiers travaux en mathématiques sur les fractales et les ondelettes, il se spécialise dans le domaine de l’optimisation mathématique. Il effectue son stage de fin d’études pour adapter les algorithmes d’optimisation de la production nationale d’électricité au nouveau contexte concurrentiel électrique européen. Son mémoire obtient le prix des meilleurs projets de fin d’études de l’ENSTA.

## Carrière

### Mathématiques
Il effectue le début de sa carrière de 1997 à 2000 à Chicago (Illinois, USA) en tant que chercheur en mathématiques à Northwestern University et au Argonne National Laboratory (United States Department of Energy).
Ses travaux portent sur la résolution de problèmes d’optimisation de très grande taille en utilisant des ressources de calcul inutilisées via Internet. Le framework MW qu’il a coécrit a été reconnu comme une des 20 plus influentes contributions sur la période 1992-2012 par la « Conference on High-Performance and Distributed Computing » de 2012.
En juin 2000, avec ses collègues Nathan Brixius, Kurt Anstreicher et Jeff Linderoth, il résout le problème d’affectation quadratique nug30, irrésolu depuis sa formulation en 1968 et considéré comme l’un des problèmes d’optimisation combinatoire les plus complexes. Cette résolution leur vaut une large couverture médiatique (Wired, Le Monde, BBC News, Science&Vie, Nature, Chicago Sun-Times…). En 2003, pour leur article « Solving large quadratic assignment problems on computational grids », paru en 2002 dans la revue Mathematical Programming, ils reçoivent le SIAM Optimization Prize qui récompense tous les trois ans le meilleur papier en optimisation.
Afin de contourner les éditeurs de revue scientifiques, qu'il jugeait trop lents et trop chers, il développe et lance en 2000 « Optimization Online » sous l’égide de la Mathematical Optimization Society, un service online gratuit et automatique pour accélérer la diffusion scientifique. Le site est toujours activement utilisé aujourd'hui par la communauté mondiale de l’optimisation.
En septembre 2000, il décide de rentrer en France pour œuvrer à la vie publique et économique de son pays. Il participe à la création de la société Artelys qu’il rejoint dès l’origine. Société spécialisée en optimisation, ils appliquent leur savoir-faire en optimisation et en informatique pour la modélisation, la simulation de problèmes dans tous les secteurs (énergie, réseaux d’eau, environnement, transport, télécom, logistique, industrie…).
Jean-Pierre Goux quitte Artelys en février 2004. La société compte aujourd’hui 115 employés en France (essentiellement à Paris) et constitue un des plus grands centres d’expertise mondiaux en optimisation.

### Énergie
Considérant que l’optimisation du système ne suffit pas pour engager la transition écologique, il quitte Artelys en 2004 pour rejoindre Powernext et participer au design du système énergétique français et européen. Il y crée la cellule de surveillance des marchés afin d’éviter l’apparition d’un nouvel Enron et d'assurer l'intégrité du marché de l'énergie. Il dirige ensuite la stratégie et le business development, et participe à l’ensemble des chantiers d’expansion de la société autour de l’électricité (marché à termes, day-ahead, couplage européen), des marchés du carbone, du gaz naturel, des certificats d’économie d’énergie, des garanties d’origine d’électricité etc. En 2018, il devient Directeur Général de Powernext.
Européen convaincu et persuadé que la transition énergétique doit être pensée à cette échelle, Jean-Pierre Goux œuvre depuis 2005 au rapprochement avec EEX, marché allemand de l’énergie. Ensemble, les deux groupes, qui fusionneront en 2015, opéreront dans une dizaine d’États membres européens devenant le leader mondial de l’électricité.
De 2009 à 2013, il dirige une task force nationale puis européenne (réunissant l’ensemble des acteurs européens de l’énergie mais aussi les forces de police et de douanes) pour empêcher que des réseaux criminels exécutent une fraude massive à la TVA dans le secteur de l’électricité et du gaz, qui aurait pu être beaucoup plus grande que celle qui a coûté plus de 5 milliards d’euros aux États-Membres dans le CO2. À la suite d'un lobbying intense auprès de Bruxelles, il obtient avec ses collègues le vote d’une directive à l’unanimité par l’ensemble des 27 Etats-membres en juillet 2013 mettant fin à cette menace.
De 2015 à 2017, il s’oppose au rachat de l’éditeur de logiciel anglais Trayport par le géant américain Intercontinental Exchange (ICE), leader mondial de l’énergie. À la suite d’auditions auprès de l’autorité de concurrence du Royaume-Uni (CMA, Competition and Markets Authority), il obtient avec ses collègues le gel de cette acquisition, puis fournira les éléments prouvant qu’une telle acquisition pourrait permettre à ICE de faire main-basse sur le secteur énergétique européen. Le CMA suivra cet avis et obligera dans une décision historique ICE à revendre Trayport en juillet 2017.
De 2018 au 1er janvier 2020, Jean-Pierre Goux a été Directeur Général de Powernext et a dirigé l’Innovation Think Tank du Groupe EEX (600 personnes) pour répondre aux enjeux croissants de la numérisation, décarbonisation et décentralisation du secteur énergétique.
En juin 2019, Jean-Pierre Goux et Jérôme Guillen (Président de Tesla automobile, bras droit d’Elon Musk) reçoivent le Crocos d’or par l’Association des anciens élèves de l’ENSTA pour leurs carrières.
Au 1er janvier 2020, compte tenu l’urgence de la crise écologique, Jean-Pierre Goux quitte Powernext pour se consacrer à temps plein à ses autres activités écologiques, littéraires et philanthropiques.
Powernext et sa filiale électrique EPEX Spot emploient près de 200 personnes à Paris.

### Engagement écologique

#### La Révolution des Fourmis
Après une rencontre avec l’écrivain français Bernard Werber, Jean-Pierre Goux développe avec lui et gère le site « La Révolution des Fourmis ». De 1996 à 1999, c’est l’une des premières communautés virtuelles françaises. A travers plusieurs projets et forums de discussion, elle  vise à faire émerger dans le monde réel, l’utopie imaginée par Bernard Werber : changer le monde (agriculture, politique, énergie, transport…) en s’inspirant des autres espèces (notamment les insectes sociaux) et du vivant ; une approche similaire à ce que prônait le biomimétisme, né à la même époque,

#### Siècle bleu
Via sa collaboration avec Bernard Werber, Jean-Pierre Goux prend conscience que les récits structurent les sociétés humaines et peuvent surtout leur permettre d’évoluer. En 2000, il se lance dans l’écriture d’une grande saga, Siècle bleu, qui raconte comment le monde pourrait connaître une révolution écologique pacifique mondiale en 28 jours.
Le premier tome paraît en 2010 et le second en 2012 aux Editions Hugo&Cie sous la houlette de Jacques Binsztok (l'éditeur des Fourmis de Bernard Werber lorsqu’il était chez Albin Michel). Ces romans ont rencontré un grand succès (Télérama, Les Echos,  Nice-Matin, La Tribune, Libération) et ont été réédités en novembre 2018 par les Editions La Mer Salée. En février 2021, les Editions Actes Sud en publieront la version poche dans la prestigieuse collection Babel Noir.
Une adaptation en série télévisée est actuellement à l’étude, ainsi que deux nouveaux tomes en 2023.

#### Blueturn
En 2016, Jean-Pierre Goux a cofondé Blueturn avec son ancien camarade de promotion Michael Boccara. À partir d’images uniques de la Terre prises par le satellite DSCOVR de la NASA (imaginé par le vice-président américain Al Gore) situé à un million et demi de kilomètres de la Terre dans la direction de l’axe Terre-Soleil, Blueturn a permis de réaliser les premières vidéos de la Terre qui tourne filmée depuis l’espace. À partir de ces images, Blueturn permet de reconstituer l’overview effect, le choc émotionnel ressenti par les astronautes en voyant la Terre depuis l’orbite et qui a déclenché chez eux une forte prise conscience écologique. Ce projet est salué par les médias (Télérama, Le Monde, 20 minutes) et les images sont diffusées à la télévision le 5 décembre 2017 dans l'émission Rendez-vous en Terre inconnue de Frédéric Lopez. Jean-Pierre Goux raconte l'aventure de ce projet dans sa conférence TEDx "Voir la Terre en entier".
Un projet de film documentaire est à l'étude pour raconter l'aventure de ces images dont l'origine remonte à Socrate.

#### OneHome
Dans son roman Siècle bleu, Jean-Pierre Goux imaginait que la généralisation de l’overview effect à l’échelle de la planète pourrait changer l'humanité et déclencher une révolution bleue. Après le succès de Blueturn, il décide d'aller plus loin pour donner vie à cette utopie. Avec le designer Kim Huynh-Kieu, Marie L’Hermite et Georges Houy, il lance en 2020 l’ONG OneHome qui vise à partager l’overview effect au monde entier dans une expérience unique s’appuyant sur les images de Blueturn, le design, l’art et l’informatique de pointe ainsi que des collaborations avec des artistes (Agoria, Yael Naim), des astronautes (Jean-François Clervoy), des activistes (Satish Kumar) et des scientifiques (John P. Allen) . Début 2021, l'expérience sera complétée par une plateforme qui permettra à tous de vivre l'overview effect et de déclarer son amour à la Terre. La philosophie de OneHome est « La Terre n'a pas besoin d'être sauvée, elle a juste besoin d'être aimée ».

#### Institut des Futurs souhaitables
En juin 2019, il est nommé président bénévole de l’association Institut des Futurs Souhaitables et il a conservé ce mandat jusqu'en novembre 2023. Ecole de la réinvention, sa mission est de promouvoir une approche prospective pour donner, à toutes et à tous, les moyens de construire leurs futurs souhaitables. Dans cette période singulière de métamorphoses, nous avons l’occasion unique d’imaginer demain à l’aune de ce qu’il pourrait être de mieux. L’Institut des Futurs souhaitables s’adresse à tous ceux qui veulent se saisir de cette opportunité pour inventer un monde plus souhaitable en donnant à ces volontaires bienveillants et "bien-vaillants" des clés de lecture du présent, ainsi que des armes créatives pour participer à la construction de ce nouveau monde qui s’annonce.

#### Conférencier et chroniqueur
Jean-Pierre Goux a donné plus de 200 conférences sur Siècle bleu et l’Overview Effect dans des festivals, des entreprises ou des écoles. Il a été speaker à trois reprises aux conférences TEDx (TEDxVaugirardRoad en juin 2016, TEDxClermontSalon en mars 2019 et TEDxKids@IssyLesMoulineaux en juin 2019). Dans sa conférence « La Terre vue de l’espace – Une vision pour changer le monde », Jean-Pierre Goux présente la perspective écologique qui inspire son roman Siècle bleu. En 2012 et 2013, il a été chroniqueur régulier sur l’émission « 2h15 pour sauver le Monde » de Radio Nova, ainsi que sur l’émission On va tous y passer sur France Inter de Frédéric Lopez.

#### Révolution bleue
En 2024, il publiera une nouvelle saga intitulée Révolution bleue  qui décryptera la situation entre l'Humanité et la Biosphère et proposera des moyens de les réconcilier.

#### Autres mandats
Jean-Pierre Goux a également été membre de 2015 à 2018 du comité de prospective du Comité 21 (Comité français pour l'environnement et le développement durable). En 2020, il rejoint Space'ibles, l'observatoire de prospective spatiale du Centre National d'études spatiales. De 2003 à 2013, il a été membre du conseil d'administration de l'association des anciens élèves de l'ENSTA Paris. De 2016 à 2019, il a enseigné dans le cours "Energies renouvelables" de l'ENSTA Paris. Il est enfin membre du comité stratégie de la société Artelys depuis 2020.